# مراد أوزتورك
مراد أوزتورك (بالتركية: Murat Öztürk)‏ هو مدرب كرة قدم ولاعب كرة قدم تركي في مركز حراسة المرمى، ولد في 5 ديسمبر 1969. لعب مع غنتشلربيرليغي.

## وصلات خارجية
- مراد أوزتورك على موقع اتحاد تركيا (لاعب) (الإنجليزية)